# Orogastrura octoseta
Orogastrura octoseta är en urinsektsart som beskrevs av Arbea och Rafael Jordana 1990. Orogastrura octoseta ingår i släktet Orogastrura och familjen Hypogastruridae. Inga underarter finns listade i Catalogue of Life.